# Adrian Mierzejewski
Adrian Mierzejewski (Olsztyn, 6 november 1986) is een Pools betaald voetballer.
Mierzejewski kwam sinds de zomer van 2011 uit voor Trabzonspor. Hij kwam over van Polonia Warschau voor 5,3 miljoen euro. Dit was een nationaal record voor het Poolse voetbal. Hij speelt voornamelijk als middenvelder. Hij komt ook uit voor het nationale team van Polen. In 2004 speelde hij voor Wisła Płock. Hij speelde daar tot 2009. Hij werd in 2007 uitgeleend aan Zagłębie Sosnowiec, maar aan het einde van het seizoen keerde hij terug. 
In de zomer van 2009 werd hij verkocht aan Polonia Warschau. In het seizoen 2010-2011 werd hij verkozen tot de beste speler van de Ekstraklasa. Hij tekende op 16 juni 2011 bij Trabzonspor, dat 5,3 miljoen euro betaalde voor de middenvelder. Dat was op dat moment een record voor een speler uit de Ekstraklasa.
Sinds 2017 komt Mierzejewski uit voor Sydney FC.

## Erelijst
Wisła Płock
- Puchar Polski

2005/06
 Al-Nassr
- Saudi Pro League

2014/15
 Sydney FC
- FFA Cup

2017/18